# Zoran Mikulić
Zoran Mikulić (Travnik, 24. listopada 1965.) hrvatski je rukometaš, osvajač zlatne medalje na Olimpijskim igrama u Atlanti 1996. godine.
2000-ih je trenirao hrvatske klubove Zadar i Split.